# Sanam
Sanam este o comună rurală din departamentul Filingue, regiunea Tillabéri, Niger, cu o populație de 43.568 de locuitori (2001).